# 코발트-60

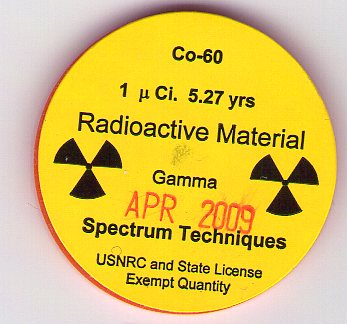

코발트-60(60Co)은 코발트 동위 원소의 하나로써 방사성 동위 원소이다. 반감기는 5.2714년으로 β- 붕괴를 통해 니켈-60으로 붕괴한다.

## 생성
코발트-60은 자연계에서 존재하지 않기 때문에 인공적으로 코발트-59 원자에 중성자를 충돌시켜 만든다.
59Co + n → 60Co

## 이용
코발트-60은 강한 감마선 2줄기와 베타선 1줄기를 내뿜는다.
각각 1.33 MeV, 1.17 MeV의 감마선과 0.324 MeV의 베타선을 내뿜는다.
60Co → 60Ni + 2.824 MeV

코발트-60은 강한 에너지를 내뿜는데 1g의 순수 코발트-60은 초당 13.6 J의 에너지를 내뿜는다.

(1 × 1022 × 2.824 MeV) = 2.824 × 1022 MeV (코발트-60이 방출하는 총 에너지, 여기서 1몰은 6.022 × 1023개이며 코발트-60 1몰을 60g으로 잡고 1g의 코발트-60의 원자수는 1 × 1022개)
(2.824 × 1022 MeV) * (1.6022 × 10-13) = 4.5246 × 109 J (코발트-60이 방출하는 총 에너지를 J로 환산한 값)
(4.5246 × 109) / 2 = 2.2613 × 109 (반감기를 토대로 나눈 값)
2.2613 × 109 / 1.6635 × 108 = 13.6 J

1g의 순수 코발트-60이 초당 13.6 J의 엄청난 에너지를 내뿜으므로 소독, 의학, 농업에서의 유전자 변형, 고분자 화학 등 농업과 공업 의학에서 다양하게 이용되고 있다.
또한 방사선 육종학, 방사선 생물 물리학, 방사선 화학 등 새로운 학문 영역을 탄생시켰다.

## 초창기 지구 시절과 코발트-60
45억 6700만년전 지구가 막 형성되었던 당시 초창기 지구에는 코발트-60이 지각에 수억톤 이상 함유된 적이 있었다.
이는 지구내에 철-60이 다량 함유되어 있었으며 철-60의 반감기는 262만년으로 매우 길었기 때문이다.
철-60은 베타 붕괴를 통해 코발트-60으로 붕괴한 후 최종적으로 니켈-60으로 붕괴한다.
현재 지구상에 니켈-60이 풍부한 점으로 보아 과거 지구상에는 풍부한 철-60이 존재했으며, 철-60의 50만분의 1에 해당하는 코발트-60이 존재했었다.
이를 토대로 지구의 탄생에는 강력한 초신성 폭발이 존재했었다는 것을 알 수 있으며 초창기 지구에는 철-60, 알루미늄-26, 망간-53, 팔라듐-107, 세슘-135, 하프늄-182 등등의 다량의 방사성 원소가 다량 존재했으며 이들이 붕괴하는 열 에너지로 뜨거운 용암바다를 오래 유지했었다는 것을 알 수 있다.

## 같이 보기
- 코발트 폭탄